# Hôtel de Monval
L'hôtel de Monval est un hôtel particulier situé au n° 24 rue Emeric David, à Aix-en-Provence, Provence-Alpes-Côte d'Azur, France.

## Historique
L’hôtel de Monval a vraisemblablement été construit au XVIIIe siècle et a appartenu à Joseph de Barlet, avocat à Aix sous l’ancien régime, puis à la famille de Fresse de Monval avant la Révolution.

## Architecture
La façade date du XVIIIe siècle ; on y observe sept travées de fenêtres.
La porte d’entrée porte des boiseries de style Transition. L’appareillage de cet immeuble est dit « à refends ».